# Anthony Quinn
Anthony Quinn, ameriški filmski in gledališki igralec mehiškega porekla, * 21. april 1915, Chihuahua, Mehika, † 3. junij 2001, Boston, Massachusetts, Združene države Amerike.
Quinn je najbolj poznan po svojih vlogah v filmih, kot so Viva Zapata! (1952), Cesta (1954), Lawrence Arabski (1962), Grk Zorba (1964) in Puščavski lev (1981).
Prejel je dva oskarja, leta 1953 za najboljšo moško stransko vlogo v filmu Viva Zapata! in leta 1957 za najboljšega stranska igralca v filmu Lust for Life. Bil je tudi dvakrat nominiran za oskarja za najboljšo moško vlogo v filmih Wild Is the Wind in Grk Zorba.
Anthony Quinn je imel dvanajst otrok s štirimi ženskami.

## Najpomembnejši filmi
- 1952 Viva Zapata!
- 1954 Cesta (La strada)
- 1956 Sla po življenju (Lust for Life)
- 1957 (Wild Is the Wind)
- 1959 Zadnji vlak iz Gun Hilla (Last Train from Gun Hill)
- 1961 Navaronska topova (The Guns of Navarone)
- 1962 Lawrence Arabski (Lawrence of Arabia)
- 1964 Grk Zorba (Zorba the Greek)
- 1968 Puške za San Sebastian (Guns for San Sebastian)
- 1968 Ribičevi čevlji (The Shoes of the Fisherman)
- 1977 Sporočilo (The Message)
- 1981 Puščavski lev (Lion of the Desert)
- 1988 Stradivari